# Incisalia henrici
Incisalia henrici is een vlinder uit de familie van de Lycaenidae. De wetenschappelijke naam van de soort is voor het eerst geldig gepubliceerd in 1867 door Grote & Robinson.